# Ярмусь Степан Онисимович
Степáн Онисимович Ярмусь  (25 травня 1925 с. Лідихів, тепер Почаївська міська громада, Тернопільська область — 9 квітня 2015, м. Вінніпег, Канада) — православний священник, релігійний, громадський, науковий і культурний діяч, богослов, філософ, журналіст і видавець.

## Життєпис
Народився у селі Лідихів на Волині в багатодітній родині поштового урядовця. 
Початкову освіту здобув у рідному селі. У липні 1942 року був вивезений на примусові роботи до Німеччини. З осені 1944 зголосився до дивізії Ваффен-СС «Галичина», проходив службу у СЛоваччині, Словенії та Австрії. Перебував у таборах для інтернованих та військовополонених в Італії (1945–1947) та Великій Британії (1947‒1948). У полоні отримав середню освіту.
Після звільнення працював 1948‒1955 у сільському господарстві. Закінчив пастирські курси Української автокефальної православної церкви (УАПЦ) в м. Лондоні (1955‒1956), рукоположений в сан священника (1956). Служив наступні 4 роки як священник-сотрудник у Свято-Миколаївській парафії в м. Лондоні (1956‒1960).
Восени 1960 направлений для продовження навчання до Канади. Став стипендіатом Української греко-православної церкви Канади, студіював богослов’я в Колегії Святого Андрея у Вінніпегу (1962—1974) і семінарії в Сан-Франциско (1981). 
Редактор «Вісника» (1969—1975) і ж. «Віра й культура» (з 1981), професор Колегії св. Андрея у Вінніпезі з 1977, з 1983 голова президії Консисторії Української православної церкви в Канаді.
Був особистим секретарем митрополита Івана Огієнка, почесним науковим співробітником Відділення релігієзнавства Інституту філософії імені Г.Сковороди НАН України, почесним професором Київської православної Богословської академії Київського патріархату і кафедри філософії Східноєвропейського університету імені Лесі Українки.
Після здобуття Україною незалежності о. Степан Ярмусь неодноразово приїздив на Батьківщину, виступав з лекціями, друкувався в українських виданнях, переймався проблемами українського православ'я. Відзначений державними і церковними нагородами.
Помер 9 квітня 2015 року у місті Вінніпег (Канада).

## Творчість
Видавець творів П. Юркевича, автор студій:
- «Памфіл Данилович Юркевич та його філософська спадщина» (1979) [Архівовано 16 серпня 2017 у Wayback Machine.],
- «Духовість українського народу» [Архівовано 16 серпня 2017 у Wayback Machine.] (1983),
- підручників з гомілетики, загального богословія, церковного права, історії української церкви. Про сили зла, проти яких нам судилося поставити спротив, бо знати їх і не противитися їм дорівнювало б злочину проти людства. Вінніпег 2012 Канада.